# Michel Wendling
Pour les articles homonymes, voir Wendling (homonymie).
Michel Wendling né le 19 septembre 1815 à Luzy, près de Stenay et mort le 22 mai 1896 à Reims est un sculpteur français.
Il fut chargé des travaux de restauration de la cathédrale de Reims de 1852 jusqu’en 1894. Il a réalisé de nombreux travaux sur d'autres monuments rémois.

## Biographie
Michel Wendling est né le 19 septembre 1815 à Luzy, près de Stenay. Il est élève d'Eugène Viollet-le-Duc aux Beaux-Arts de Paris, ainsi que du sculpteur Combettes, un ornemaniste du palais du Louvre.
Après avoir exercé ses talents de sculpteur pendant deux années à Paris pour la décoration du palais du Louvre, Michel Wendling revient comme sculpteur à Reims en 1839, dans l’atelier de Combettes, chargé des travaux de restauration de la cathédrale. Wendling devient sculpteur en titre pour cette cathédrale en 1852 jusqu’en 1894.
Il a réalisé de nombreux travaux sur d'autres monuments de Reims comme l'église Saint-Thomas, la Basilique Saint-Remi, l'hôtel de ville, le palais de justice et l'église Saint-André.
Il meurt le 22 mai 1896 à Reims et est inhumé dans la même ville au cimetière du Nord.

## Œuvres
- Paris, palais du Louvre : Génies de la Guerre, trophées d’armes et tête de Gorgone, 1851, décor d'un fronton de la partie orientale de la Grande Galerie[5].
- Reims :
  - basilique Saint-Remi : Tombeau de saint Remi[6].
  - cimetière du Nord : Monument funéraire de Pierre-Marie Buirette[7].
  - Église Saint-Thomas : 
    - sculpture de la façade[8].

  - église Saint-André :
    - fonts baptismaux[9] ;
    - chapelle du Sacré-Cœur : autel[10].